# Santa Ana (Soto)
Santa Ana (en asturiano y oficialmente: Santana) es una pequeña aldea que se encuentra a unos 2 km de Cabañaquinta (capital de concejo de Aller) en la comunidad autónoma del Principado de Asturias en España.
Se encuentra en la carretera general. El curso del río Aller lo separa de Soto, donde se enclava una torre medieval de interés turístico e histórico.